# Hjalmar Knuhtsen
Hjalmar Christian Reinhold Knuhtsen (* 26. Juni 1855 in Sønder Jernløse; † 25. August 1939) war ein dänischer Kaufmann und kommissarischer Inspektor in Grönland.

## Leben
Hjalmar Christian Reinhold Knuhtsen wurde am 26. Juni 1855 in einem Dorf auf Sjælland geboren. Fälschlicherweise wird auch der 26. Januar 1859 bzw. der 26. Juni 1859 als Geburtsdatum angegeben. Seine Eltern waren der Pastor Theodor Knuhtsen und seine norwegische Frau Anna Rosine Krumm (Keyser). Er besuchte die Schule in Aalborg und ließ sich anschließend in der Landwirtschaft ausbilden. Seine ältere Schwester Ida Nina Elisabeth war seit 1869 mit dem Missionar Peter Christian Jensen verheiratet und lebte seither in Grönland.
1876 trat er selbst in Dienste von Den Kongelige Grønlandske Handel und wurde Volontär in Qeqertarsuaq, wechselte aber noch im selben Jahr nach Appat. Im Mai 1877 kehrte er nach Qeqertarsuaq zurück, wechselte im Folgemonat nach Upernavik, nur um im September nach Qeqertarsuaq zurückzukehren. Im Sommer und Herbst 1878 begleitete er Inspektor Sophus Theodor Krarup Smith auf Inspektionsreise in der Diskobucht und hielt sich vor allem in Aasiaat auf. Anschließend überwinterte er in Qeqertarsuaq und war dann von April bis September 1879 in Qasigiannguit tätig. Nach einem Heimataufenthalt wurde er am 21. Februar 1880 zum Handelsassistenten in Ilulissat ernannt. Am 7. September 1880 heiratete er in Qasigiannguit Augustine Margrethe Stybe (1854–?), Tochter des Kaufmanns Frands August Stybe und seiner Frau Nielsmine Thomsen. Die Ehe blieb kinderlos. 1881 wurde er als kommissarischer Kolonialverwalter in Appat eingesetzt. Im Jahr darauf starb Inspektor Smith und Hjalmar Christian Reinholdt Knuhtsen diente von Mai 1882 bis zum 1. Juli 1883 kommissarisch als Inspektor von Nordgrönland, bevor Niels Alfred Andersen das Amt übernahm. Am 6. Februar 1885 wurde er zum Kolonialverwalter in Aasiaat ernannt. Von 1887 bis 1888 war er erneut beurlaubt und vertrat nach seiner Rückkehr den verreisten Niels Alfred Andersen als Inspektor. 1892 kaufte er den Hof Frandsbjerg westlich von Mariager und ließ sich erneut beurlauben und den Urlaub dann bis 1894 verlängern, bevor er nach Grönland zurückkehrte. Er erhielt das Amt des Kolonialverwalters in Uummannaq und ließ sich 1899 erneut beurlauben und direkt anschließend im April 1900 pensionieren, woraufhin er sich auf seinem Hof niederließ.
1903 war er Leiter einer mineralogischen Expedition in Nordgrönland. Später war er kurzzeitig Direktionsmitglied der Haslev Bank. Von 1906 bis 1909 war er Vorsitzender von Det Grønlandske Selskab. Er starb 1939 im Alter von 84 Jahren und wurde von seiner Frau überlebt.